# Максимовка (Уфа)
Максимовка — микрорайон в Калининском районе на северо-востоке города Уфы возле озера Максимовского. Граничит с микрорайонами Гастелло на юге и Тимашево на севере; на востоке расположены коллективные сады, лес.

## История
Возник вследствие эксурбанизации Уфы.
Микрорайон расположен на территории бывших сёл Ураково, Сосновка и Максимовка.
В 2000-х гг. в микрорайоне началось строительство многоэтажного (в основном 3 этажа) жилья в рамках строительства ЖК Новая Максимовка. Таким образом район застроенный преимущественно индивидуальным жильем стал районом средней этажности. Предполагалось что через микрорайон пройдет восточный обход Уфы дорога Бирск-Оренбург.
В 2000-м году село стало известно благодаря обнаружению 4 обезглавленных трупов в окрестностях.

## Достопримечательности
- Асия (мечеть)

## Транспорт
1. 10 Инорс — мкр-н Максимовка
2. 277 ТРЦ «Мега» — мкр-н Максимовка
3. 288 Сипайлово — мкр-н Максимовка